# John Collier (atleta)
John Collier   (Buffalo, 26 de setembre de 1907 - Coronado, 31 d'octubre de 1974) va ser un atleta estatunidenc, especialista en curses de tanques, que va competir durant les dècades de 1920 i 1930.
El 1928 va prendre part en els Jocs Olímpics d'Amsterdam, on va guanyar la medalla de bronze en la prova dels 110 metres tanques del programa d'atletisme.
En el seu palmarès també destaca el títol de l'IC4A de 1929 dels 110 metres tanques.

## Millors marques
- 110 metres tanques. 14.5" (1935)[1][2]